# S'Alqueria Roja
S'Alqueria Roja, anomenada popularment Sa Curia Roja, és una possessió del terme municipal de Campos, Mallorca situada al ponent del municipi. El 1578, s'Alqueria Roja estava dividida entre Gabriel i Joan Mesquida, i fou valorada en 1700 lliures. Una tercera part de la possessió pertanyia a Mateu Ballester i Simó, valorada en 1000 lliures.

## Construccions
Les construccions de la possessió de s'Alqueria Roja conformen un conjunt d'habitatges històrics d'alt valor patrimonial. Les cases velles, ubicades a gregal del conjunt, presenten una estructura de dues plantes d'alçat i dos aiguavessos. El portal forà és rodó adovellat. A l'esquerra té una finestra i a la dreta dues. Al pis superior s'obren quatre finestres més. A l'esquerra, adossats, s'alcen dos blocs més. El primer compta amb un portal adovellat, molt primitiu. A la planta superior s'obren dues finestres, una de les quals amb ampit. Més a l'esquerra s'ubica el darrer bloc, més modern, amb finalitats agrícoles.
Cap a llebeig hom hi troba el segon edifici, que està molt restaurat i modificat. Presenta una disposició en forma d'"L" i sobre la teulada hi ha una creu. Més cap a llebeig hi ha ses Boveres, un habitatge orientat a xaloc, amb dues plantes d'alçat i portal forà rodó. Mostra aparell rústic.